# Responsabilité gouvernementale en Allemagne
La responsabilité gouvernementale en Allemagne s’exerce au niveau fédéral principalement devant le Deutscher Bundestag, qui a le pouvoir de légitimer, de contrôler et éventuellement de renverser le Gouvernement fédéral ainsi que de l’interroger et d’enquêter, la République fédérale étant un régime parlementaire. Le Bundesrat a également la faculté d’interroger le Gouvernement.
La volonté de rompre avec la république de Weimar, marquée par l’instabilité ministérielle et dans les dernières années par une légitimation des gouvernements par le chef de l’État, ainsi qu’avec l’autoritarisme de la période bismarckienne et wilhelmienne et le détournement du régime démocratique par les nazis, ont mené les constituants de 1949 à instaurer un parlementarisme rationalisé qui garantit l’autorité et la stabilité du pouvoir exécutif, mais le force à conserver le soutien d’une majorité parlementaire, et lui oppose des contre-pouvoirs soumettant sa politique à la discussion et veillant au respect des droits fondamentaux.

## Soutien au gouvernement fédéral
Le Gouvernement fédéral doit être soutenu par le Bundestag, et c’est le chancelier fédéral, chef de gouvernement, qui doit disposer de ce soutien. Les ministres fédéraux, qui sont nommés par le président fédéral sur proposition du chancelier, n’ont pas à recevoir d’approbation parlementaire, et le seul moyen qu’a le Bundestag de formellement mettre fin aux fonctions de l’un d’entre eux est de renverser le chancelier, dont la cessation de fonctions entraîne celle du Gouvernement dans son ensemble. Dans la pratique, le Bundestag peut cependant, par ses critiques — en particulier si elles viennent de la majorité —, inciter le chancelier à renvoyer un ministre pour conserver son autorité.
Trois votes mettent en jeu le soutien parlementaire du chancelier :
1. Le chancelier est élu par le Bundestag (art. 63), et doit être réélu après chaque élection législative.
2. Il peut demander au Bundestag le vote d’une motion de confiance (art. 68 GG), parfois pour obtenir une dissolution du Bundestag en faisant rejeter la motion par son propre camp.
3. Il ne peut être renversé que par le vote d’une motion de censure constructive (art. 67 GG), par laquelle est désigné un nouveau chancelier.

Les dispositions constitutionnelles obligent le chancelier fédéral — ou son successeur potentiel dans le cadre de la censure constructive — à obtenir la majorité absolue des voix des membres du Bundestag, la « majorité du chancelier » (Kanzlermehrheit), qui garantit la stabilité et l’autorité du pouvoir exécutif ; si le chancelier reçoit une majorité absolue des voix exprimées mais qu’elle ne constitue pas la majorité absolue des voix de tous les députés, il se retrouve en minorité. Il est arrivé, quand la majorité du chancelier était faible, que des membres du Bundestag soient obligés de venir prendre part au vote malgré une maladie ou une grossesse.
Contrairement aux votes ordinaires, ceux concernant le soutien parlementaire du chancelier ont lieu au scrutin secret (art. 4 GOBT), afin de s’assurer de la sincérité du soutien de tous les membres du parti ou de la coalition majoritaire.

### Élection du chancelier
Le chancelier fédéral est élu par le Bundestag sur proposition du président fédéral (art. 63 GG). Une élection a lieu après la démission ou le décès du chancelier, mais également après des élections générales et le début d’une nouvelle législature, car les pouvoirs d’un chancelier expirent en même temps que ceux du Bundestag qui l’a élu (art. 69 GG). Un candidat n’est pas nécessairement membre du Bundestag, bien que tous les chanceliers l’aient été depuis la fondation de la République fédérale.
Si la personne proposée au premier tour par le président fédéral n’obtient pas une majorité absolue, le Bundestag dispose de quatorze jours pour élire un chancelier à la majorité absolue de ses membres ; une candidature peut être proposée par un quart des membres ou par un groupe parlementaire rassemblant un quart des membres, et il peut y avoir autant de tours que nécessaire, avec soit un, soit plusieurs candidats. Si aucun candidat n’a été choisi au bout de quatorze jours, un scrutin a lieu : si la personne arrivée en tête reçoit une majorité absolue des voix des députés, le président fédéral doit la nommer dans les sept jours, et si elle n’a qu’une majorité relative, il a le choix de la nommer ou de convoquer de nouvelles élections.
Une fois élu, le chancelier reçoit formellement son acte de nomination par le président fédéral, et prête serment selon la même formule que lui.
L’élection du chef du gouvernement par le parlement est rare dans les démocraties. Dans la plupart des régimes fonctionnant selon le système de Westminster, ou selon les grands principes de la démocratie constitutionnelle libérale du XIXe siècle, ou inspirés de la Cinquième République française, c‘est le chef d’État qui nomme le chef de gouvernement, bien que l’existence d’une majorité au parlement et d’un chef à la tête de cette majorité rende son « choix » essentiellement factice.
Cette procédure vise à ce que ce soit le pouvoir législatif qui choisisse et légitime le pouvoir exécutif. Ceci tranche avec la république de Weimar, dans laquelle le président du Reich pouvait former un cabinet « présidentiel », procédant de lui-même et non du Reichstag. Dans la République fédérale, ce n’est que lorsque l’impossibilité de former une coalition a été clairement établie qu’un gouvernement minoritaire peut être nommé ; le cas ne s’est encore jamais produit.
Dans la pratique, le chancelier est choisi par le parti majoritaire, ou le premier parti de la coalition majoritaire : ce n’est que s’il perdait la confiance de son parti qu’il serait invité à démissionner, ou éventuellement censuré s’il s’y refusait. Tous les chanceliers ont été élus dès le premier tour. Après les élections de 2005, alors qu’aucune des deux coalitions électorales n’avait obtenu une majorité absolue des sièges, les procédures prévues par la Loi fondamentales auraient pu être mises en application, mais ce sont les deux partis de la grande coalition qui se sont accordés sur le nom d’Angela Merkel.

### Question de confiance
Le chancelier fédéral peut demander au Bundestag l’approbation d’une motion de confiance, que ce soit à l’occasion du vote d’un texte ou pour un vote propre (art. 68 GG). Si la confiance lui est refusée, soit il doit démissionner, soit le président fédéral dissout le Bundestag et convoque des élections anticipées.
La procédure a été utilisée cinq fois :
- Dans deux cas (Schmidt en 1982 et Schröder en 2001), il s’agissait d’une véritable demande de renouvellement de confiance.
- Dans les trois autres (Brandt en 1972, Kohl en 1982 et Schröder en 2005), il s’agissait d’obtenir une dissolution du Bundestag. La régularité des votes de 1982 et de 2005 a été contestée, car les coalitions au pouvoir étaient en fait restées majoritaires, et les chanceliers avaient organisé des défections afin que les motions soient rejetées.

Ces cinq procédures se sont conclues selon les vœux du chancelier, soit par un succès, soit par un refus.

### Motion de censure constructive
La procédure par laquelle le Bundestag peut mettre fin aux fonctions du chancelier fédéral est une motion de censure constructive : il ne peut simplement voter une motion de censure contre lui, mais doit, simultanément, désigner son successeur et inviter le président fédéral à le nommer chancelier (article 67 GG). Ceci permet d’éviter un retour à l’instabilité ministérielle de la république de Weimar, pendant laquelle les partis usaient fréquemment de la procédure de censure : un chancelier ne peut être renversé par une majorité négative, c’est-à-dire s’il a contre lui une majorité des députés même de tendances opposées, mais seulement par une majorité positive, s’accordant sur le nom de son successeur.
Une telle motion, qui doit désigner nommément le successeur proposé, est mise aux voix si elle est présentée par un quart des membres du Bundestag au moins ou par un groupe parlementaire rassemblant au moins un quart des membres. Elle doit réunir la majorité absolue des voix des membres du Bundestag, afin de légitimer le nouveau chancelier. Si elle est adoptée, le président fédéral est contraint de nommer chancelier la personnalité proposée par la motion.
La procédure a été utilisée deux fois :
- En 1972, le groupe CDU/CSU a tenté, sans succès, de faire élire Rainer Barzel à la place de Willy Brandt.
- En 1982, Helmut Schmidt étant chancelier, le FDP a rompu son alliance avec le SPD et a formé avec la CDU/CSU une nouvelle coalition qui a porté Helmut Kohl à la chancellerie.

### Liste des votes depuis 1949
| Date       | Occasion  | Candidat ou chancelier | Candidat ou chancelier | Inscr. | Maj. absol. | Pour | Contre | Blanc | Nul | Abst. | Totaux    | Résultat |
| ---------- | --------- | ---------------------- | ---------------------- | ------ | ----------- | ---- | ------ | ----- | --- | ----- | --------- | -------- |
| 15/09/1949 | 1er tour  |                        | Konrad Adenauer        | 402    | 202         | 202  | 142    | 44    | 1   | 13    | 202 / 200 | Élu      |
| 09/10/1953 | 1er tour  |                        | Konrad Adenauer        | 487    | 244         | 305  | 148    | 14    | 0   | 20    | 305 / 182 | Élu      |
| 22/10/1957 | 1er tour  |                        | Konrad Adenauer        | 497    | 249         | 274  | 193    | 9     | 0   | 21    | 274 / 223 | Élu      |
| 07/11/1961 | 1er tour  |                        | Konrad Adenauer        | 499    | 250         | 258  | 206    | 26    | 0   | 9     | 258 / 241 | Élu      |
| 16/10/1963 | 1er tour  |                        | Ludwig Erhard          | 499    | 250         | 279  | 180    | 24    | 1   | 15    | 279 / 220 | Élu      |
| 20/10/1965 | 1er tour  |                        | Ludwig Erhard          | 496    | 249         | 272  | 200    | 15    | 0   | 9     | 272 / 224 | Élu      |
| 01/12/1966 | 1er tour  |                        | Kurt Georg Kiesinger   | 496    | 249         | 340  | 109    | 23    | 1   | 23    | 340 / 156 | Élu      |
| 21/10/1969 | 1er tour  |                        | Willy Brandt           | 496    | 249         | 251  | 235    | 5     | 4   | 1     | 251 / 245 | Élu      |
| 27/04/1972 | Censure   |                        | Rainer Barzel          | 496    | 249         | 247  | 10     | 3     | 0   | 236   | 247 / 249 | Échec    |
| 22/09/1972 | Confiance |                        | Willy Brandt           | 496    | 249         | 233  | 248    | 1     | 0   | 14    | 233 / 263 | Rejet    |
| 14/12/1972 | 1er tour  |                        | Willy Brandt           | 496    | 249         | 269  | 223    | 0     | 1   | 3     | 269 / 227 | Élu      |
| 16/05/1974 | 1er tour  |                        | Helmut Schmidt         | 496    | 249         | 267  | 225    | 0     | 0   | 4     | 267 / 229 | Élu      |
| 15/12/1976 | 1er tour  |                        | Helmut Schmidt         | 496    | 249         | 250  | 243    | 1     | 1   | 1     | 250 / 246 | Élu      |
| 05/11/1980 | 1er tour  |                        | Helmut Schmidt         | 497    | 249         | 266  | 222    | 2     | 1   | 6     | 266 / 231 | Élu      |
| 05/02/1982 | Confiance |                        | Helmut Schmidt         | 497    | 249         | 269  | 225    | 0     | 0   | 3     | 269 / 228 | Soutien  |
| 01/10/1982 | Censure   |                        | Helmut Kohl            | 497    | 249         | 256  | 235    | 4     | 0   | 2     | 256 / 241 | Succès   |
| 17/12/1982 | Confiance |                        | Helmut Kohl            | 497    | 249         | 8    | 218    | 248   | 0   | 23    | 8 / 489   | Rejet    |
| 29/03/1983 | 1er tour  |                        | Helmut Kohl            | 498    | 250         | 271  | 214    | 1     | 0   | 12    | 271 / 227 | Élu      |
| 11/03/1987 | 1er tour  |                        | Helmut Kohl            | 497    | 249         | 253  | 225    | 6     | 3   | 10    | 253 / 244 | Élu      |
| 17/01/1991 | 1er tour  |                        | Helmut Kohl            | 662    | 332         | 378  | 257    | 9     | 0   | 18    | 378 / 284 | Élu      |
| 15/11/1994 | 1er tour  |                        | Helmut Kohl            | 672    | 337         | 338  | 333    | 0     | 0   | 1     | 338 / 334 | Élu      |
| 27/10/1998 | 1er tour  |                        | Gerhard Schröder       | 669    | 335         | 351  | 287    | 27    | 1   | 3     | 351 / 318 | Élu      |
| 16/11/2001 | Confiance |                        | Gerhard Schröder       | 666    | 334         | 336  | 326    | 0     | 0   | 4     | 336 / 330 | Soutien  |
| 22/10/2002 | 1er tour  |                        | Gerhard Schröder       | 603    | 302         | 305  | 292    | 2     | 0   | 4     | 305 / 298 | Élu      |
| 01/07/2005 | Confiance |                        | Gerhard Schröder       | 601    | 301         | 151  | 296    | 148   | 0   | 6     | 151 / 450 | Rejet    |
| 22/11/2005 | 1er tour  |                        | Angela Merkel          | 614    | 308         | 397  | 202    | 12    | 1   | 2     | 397 / 217 | Élue     |
| 28/10/2009 | 1er tour  |                        | Angela Merkel          | 622    | 312         | 323  | 285    | 4     | 0   | 10    | 323 / 299 | Élue     |
| 17/12/2013 | 1er tour  |                        | Angela Merkel          | 631    | 316         | 462  | 150    | 9     | 0   | 10    | 462 / 169 | Élue     |
| 14/03/2018 | 1er tour  |                        | Angela Merkel          | 709    | 355         | 364  | 315    | 9     | 4   | 17    | 364 / 345 | Élue     |
| 08/12/2021 | 1er tour  |                        | Olaf Scholz            | 736    | 369         | 395  | 303    | 6     | 3   | 29    | 395 / 341 | Élu      |
| 16/12/2024 | Confiance |                        | Olaf Scholz            | 733    | 367         | 207  | 394    | 116   | 0   | 16    | 207 / 526 | Rejet    |
| 06/05/2025 | 1er tour  |                        | Friedrich Merz         | 630    | 316         | 310  | 307    | 3     | 1   | 9     | 310 / 320 | Échec    |
| 06/05/2025 | 2e tour   |                        | Friedrich Merz         | 630    | 316         | 325  | 289    | 1     | 3   | 12    | 325 / 305 | Élu      |
| Date       | Occasion  | Candidat ou chancelier | Candidat ou chancelier | Inscr. | Maj. absol. | Oui  | Non    | Blanc | Nul | Abst. | Totaux    | Résultat |

## Contrôle du Gouvernement fédéral
C’est au Bundestag qu’incombe au premier chef le contrôle du pouvoir exécutif, car c’est le seul organe fédéral élu directement par le peuple et car lui seul légitime le Gouvernement fédéral par la confiance accordée ou renouvelée au chancelier fédéral. Le contrôle est exercé par le Bundestag en tant que tel, par ses commissions, et par certains organes à son service.
En pratique, le contrôle parlementaire organisé par la Loi fondamentale consiste principalement en un contrôle du Gouvernement par l’opposition ; en effet, le Gouvernement est issu de la majorité, et les partis formant la coalition au pouvoir sont peu susceptibles de se nuire à eux-mêmes.
Les divers organes exerçant le contrôle parlementaire publient régulièrement des rapports sur leurs activités.

### Portée
Le Bundestag étant, en vertu des principes de la démocratie, l’élu du peuple allemand dans son ensemble, le contrôle parlementaire ne concerne au premier chef et dans son sens restreint que des questions d’intérêt général.
Cependant, la nécessité d’un contrôle parlementaire dans des cas où sont en jeu des intérêts particuliers découle de la protection constitutionnels de certains droits fondamentaux, notamment :
- dans le cadre du droit de pétition (art. 17 GG) ;
- en cas d’une intervention du pouvoir exécutif contraire au droit fondamental à l’inviolabilité du domicile (art. 13 al. 1 GG et art. 19 al. 4 GG) ;
- en cas d’une intervention de l’exécutif contraire aux secrets de la correspondance, de la poste et des télécommunications (art. 10 al. 1 GG et art. 19 al. 4 GG) ;
- en cas de refus par l’exécutif de l’accès à des données personnelles (art. 2 al. 1 GG et art. 1 al. 1 GG) ;
- en cas de refus par l’exécutif de l’accès à des informations devant être déclassifiées en application de la législation sur l’accès aux informations de la Fédération (art. 5 al. 1 GG).

### Instruments

#### La convocation
Le Bundestag, en séance plénière ou dans l’une de ses commissions, peut exiger, à la majorité des voix, la présence de tout membre du Gouvernement fédéral, chancelier compris (art. 43 al. 1 GG).

#### L’interpellation
Le droit d’interpellation s’exerce selon plusieurs procédures organisées par le règlement du Bundestag (Geschäftsordnung des Deutschen Bundestages, GOBT) :
- L’interrogation du Gouvernement fédéral (Befragung der Bundesregierung, art. 106 al. 2 GOBT) consiste en une séance de questions d’actualité de trente minutes, organisée chaque mercredi à 13 h. Les questions portent sur tout thème d’actualité entrant dans les compétences du Gouvernement fédéral, mais par priorité sur sa dernière réunion. La séance peut être prolongée, mais la séance de questions du jeudi est alors réduite d’autant.
- Une séance de questions (Fragestunde, art. 105 GOBT) est organisée chaque jeudi entre 14 h et 15 h. Les questions sont déposées jusqu’à 11 h le jour même. Le temps de parole pour une question et sa réponse ne doit pas excéder cinq minutes.
- La petite question (kleine Anfrage, art. 104 GOBT) permet aux membres du Bundestag de poser des questions écrites aux membres du Gouvernement fédéral, auxquelles il doit être répondu par écrit dans les quatorze jours.
- La grande question (große Anfrage, art. 100, 101, 102, 103 GOBT) permet de poser au Gouvernement des questions auxquelles il est répondu par oral, et qui donnent lieu à un débat si un groupe ou cinq pour cent des membres en font la demande.

Ces procédures peuvent être utilisées par le Bundestag entier, par l’une de ses commissions ou par l’un de ses membres.

#### L’enquête
Le pouvoir d’enquête du Bundestag est exercé :
- par des commissions d’enquête parlementaire (parlamentarische Untersuchungsausschüsse, PUA) constituées spécialement (article 44 GG). La constitution d’une commission est obligatoire si elle est demandée par un quart des membres du Bundestag, ce qui garantit les droits de l’opposition ;
- par la commission de la défense (Verteidugungsausschuss), qui a également les droits d’une commission d’enquête et est la seule à pouvoir enquêter dans le domaine de la défense (article 45a GG).

#### Les comités de contrôle
Le Bundestag dispose de plusieurs comités de contrôle :
- Le comité de contrôle parlementaire (Parlamentarisches Kontrollgremium) supervise le travail des services de renseignement de la Fédération.
- La commission G 10 (G 10-Kommission) autorise la levée du secret de la corresponance, de la post et des télécommunications, protégé par la Loi fondamentale (art. 10 GG).
- Le comité ZFdG (ZFdG-Gremium) contrôle la fouille par les douanes (art. 10 GG).
- Le comité de l’article 13 alinéa 6 de la Loi fondamentale (Gremium nach Art. 13 Abs. 6 GG) exerce le contrôle parlementaire prévu par la Loi fondamentale concernant la « surveillance acoustique » du domicile de personnes soupçonnées d’avoir « l’une des infractions pénales particulièrement graves spécialement prévues par la loi » (art. 13 GG).

L’action du pouvoir exécutif est également contrôlée par des organes externes au Bundestag, comme le délégué du Deutscher Bundestag aux forces armées (Wehrbeauftragter des Deutschen Bundestags), le délégué fédéral à la protection des données et à la liberté de l’information (Bundesbeauftragter für den Datenschutz und die Informationsfreiheit) et la Cour fédérale des comptes, qui ne sont soumis ni au Bundestag ni à aucun pouvoir.

### Rôle du Bundesrat
Les représentants d’une province au Bundesrat peuvent poser des questions aux membres du Gouvernement fédéral. Il peut y être répondu par écrit, sauf si le Land en question demande une réponse orale.

## Ressources